# Педро Сарралукі
Педро Сарралукі Рубіо (ісп. Pedro Zarraluki Rubió; 31 грудня 1954, Барселона — 2 березня 2025, Жирона, Каталонія) — іспанський письменник.

## Життєпис
Народився 31 грудня 1954 року у Барселоні. 1979 року дебютував з романом «Десята симфонія».
1994 року удостоєний премії Ерральде за роман «Історія тиші». 2005 року отримав премію Надаля за роман «Важке завдання». Його твори перекладено англійською, італійською, французькою, грецькою та російською мовами.
На початку 1990-х років став співзасновником кав'ярні «Саламбо» у барселонському районі Грасія, яка стала центром різних культурних ініціатив, серед яких премія Саламбо — за книги іспанською та каталанською мовами (вручалася з 2001-го по 2008 роки, в числі лауреатів Хав'єр Маріас, Альваро Помбо, Роберто Боланьйо та інші).
Викладав письменницьку майстерність в Барселонському університеті та культурному центрі Ateneu Barcelonès.
Педро Сарралукі помер 2 березня 2025 року у 70-річному віці.

## Нагороди
- 1990 — Премія міста Барселона (Відповідальний за жаб).
- 1990 — Премія Ojo Crítico (Відповідальний за жаб).
- 1994 — Премія Ерральде (Історія тиші).
- 2005 — Премія Надаля (Важке завдання).
- 2013 — Премія Білий ворон (Син віце-короля).